# Попроч (Римавска Собота)
Попроч (слч. Poproč) насељено је мјесто са административним статусом сеоске општине (слч. obec) у округу Римавска Собота, у Банскобистричком крају, Словачка Република.

## Становништво
| Година:    | 1994. | 2004.    | 2014. | 2024.   |
| ---------- | ----- | -------- | ----- | ------- |
| Број људи: | 36    | 24       | 24    | 23      |
| Разлика:   |       | -33,33 % | +0 %  | -4,16 % |

| Година:    | 2023. | 2024.   |
| ---------- | ----- | ------- |
| Број људи: | 22    | 23      |
| Разлика:   |       | +4,54 % |

Према подацима о броју становника из 2011. године насеље је имало 15 становника.